# Breekijzer (Vlaanderen)
Breekijzer was een consumentenprogramma dat vanaf 7 oktober 1996 tot 10 januari 1997 op de Vlaamse commerciële zender VT4 uitgezonden werd.
In het programma kwam presentator Paul Keysers op voor mensen die door de overheid of door bedrijven van het kastje naar de muur gestuurd werden. Samen met de gedupeerden ging hij verhaal halen bij de tegenpartijen.  Er werd een vorm van onderzoeksjournalistiek gehanteerd waar de vermeende daders met een cameraploeg overvallen werden. Die tactiek bleek uiteindelijk vaak weinig effectief.
Het programma sloeg niet aan en werd na 13 afleveringen weer afgevoerd. In 2017 waren enkele markante fragmenten te zien in het archiefprogramma 't Is gebeurd.